# Abdelkader Benali

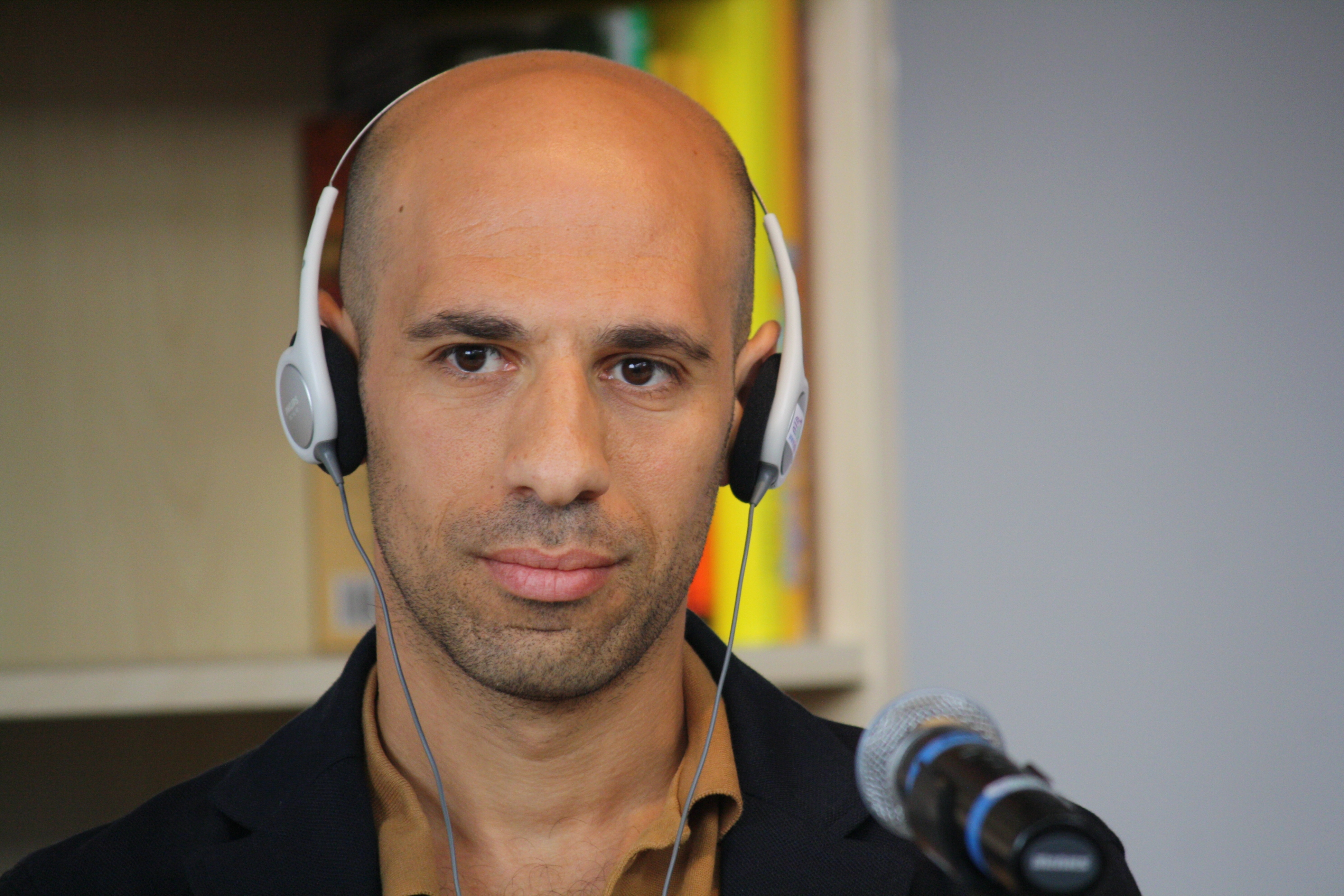
Abdelkader Benali (2011)

Abdelkader Benali (* 25. November 1975 in Ighazzazen, Marokko) ist ein niederländischer Schriftsteller.

## Leben
Die ersten vier Jahre seiner Kindheit verbrachte Benali in Marokko, bevor er mit seiner Mutter dem Vater in die Niederlande folgte. Dieser arbeitete in Rotterdam als Fleischer. Die Familie zog innerhalb Rotterdams mehrmals um. Später zog die Familie nach Amsterdam. In seiner Familie lernte und spricht er die Sprache der Berber wie auch die niederländische Sprache. Auf Niederländisch begann er schon recht früh Stücke zu schreiben und nahm damit an diversen Wettbewerben teil. So gewann er unter anderem den Kunstbende-Preis und den Arabic Arts Centre El Hizjra-Preis. Er errang ebenso den ersten Preis der Universität Leiden für ein Essay mit dem Titel Vernieuwing als traditie, was ihm ein Jahr Gratisstudium an der Universität Leiden ermöglichte. Dort studierte er Geschichte.
Benali schreibt nicht nur Romane, Theaterstücke und Essays, sondern auch Artikel und Rezensionen für verschiedene Zeitungen. So schreibt er in der Schweiz für die Neue Zürcher Zeitung und in den Niederlanden für das Algemeen Dagblad, De Groene Amsterdammer, Esquire, de Volkskrant, und Vrij Nederland. Mit 21 Jahren erschien sein Debütroman Hochzeit am Meer (niederländischer Originaltitel: Bruiloft aan zee), der für den Libris-Literatur-Preis nominiert wurde. Jedoch erhielt er diese Auszeichnung erst 2003 für seinen zweiten Roman De langverwachte. Mit in dem Wettbewerb 2003 um diese Auszeichnung war auch das Werk Gstaad 95–98 von Marek van der Jagt alias Arnon Grunberg. Wie Grunberg hat auch Abdelkader Benali zugegeben, zwei Werke unter Pseudonym verfasst zu haben, jedoch sind diese noch nicht bekannt.
Im Jahr 2006 war er im Libanon. Dort wurde er von dem Ausbruch des Israelisch-Libanesischen Kriegs überrascht. Seine Eindrücke als Zeuge dieses Konfliktes dokumentierte er für die Zeitung Vrij Nederland in einem Weblog.

## Werke
Niederländische Originaltitel
- 1996: Bruiloft aan zee, Debütroman, ISBN 90-5000-018-5

erschienen in mehreren Sprachen und Ländern u. a. in England, den Vereinigten Staaten, Spanien, Frankreich, Dänemark, Griechenland und
in Deutschland unter dem Titel Hochzeit am Meer.
1997 erhielt er dafür den Geertjan Lubberhuizenprijs und 1999 den Prix de Meilleur Premier Roman Etranger
- 1999 De Ongelukkige, Theaterstück, auch als Buch erhältlich, ISBN 90-5000-113-0
- 2001 Berichten uit Maanzaad Stad, Erzählband, ISBN 90-5000-352-4
- 2001 Yasser (Jasser), Theatermonolog, auch als Buch erhältlich, ISBN 90-5000-384-2
- 2001 Belofte aan de wereld. Bloemlezing over het kind, ISBN 90-5226-888-6
- 2002 De Argentijn (Rotterdams Leescadeau)
- 2002 De langverwachte, Roman, ISBN 90-5000-055-X, Libris-Literaturpreis 2003
- 2003 Onrein, de vader, de zoon en de hond, Theaterstück, ISBN 90-5000-536-5
- 2003 Gedichten voor de zomer, Gedichte (Teil 5 in der Serie De Sandwich-reeks, unter Redaktion von Gerrit Komrij), ISBN 90-76927-33-2
- 2004 De Malamud-roman, Roman, erschienen als spezielle Ausgabe der Libris-Buchhandelsfirma
- 2005 Laat het morgen mooi weer zijn, Roman (englischer Titel: May the Sun Shine Tomorrow), ISBN 978-90-295-6486-1
- 2005 Marokko door Nederlandse ogen 1605–2005, verslag van een reis door de tijd (Herman Obdeijn), ISBN 90-295-0465-X
- 2006 Panacee, Gedichte, ISBN 90-295-6229-3
- 2006 Wie kan het paradijs weerstaan, Briefwechsel mit Michaël Zeeman, ISBN 90-234-1973-1
- 2006 Berichten uit een belegerde stad, gesammelte Berichte aus Beirut
- 2006 Feldman en ik, Roman (englischer Titel: Feldman and I), ISBN 978-90-295-6302-4
- 2007 De eeuwigheidskunstenaar (Hommage an Harry Mulisch, zu seinem achtzigsten Geburtstag), ISBN 978-90-234-2651-6
- 2007 Marathonloper, Roman, ISBN 978-90-295-6646-9
- 2009 De stem van mijn moeder, roman, ISBN 978-90-295-6709-1
- 2009 Het Museum van de Verloren Geliefden, novelle ter gelegenheid van de opening van KAdE
- 2009 Migration als Märchen. Eine Liebeserklärung an die Entwurzelung, ISBN 978-3-8142-1188-6
- 2010 Zandloper, roman, ISBN 978-90-295-7169-2
- 2010 Ramen en deuren
- 2010 De weg naar Kaapstad, beschouwingen n.a.v. Benali's reis door Zuid-Afrika met Jan Mulder, ISBN 978-90-295-7210-1
- 2011 Oost = West. Reizen door de Arabische wereld en het Westen., ISBN 978-90-295-7501-0
- 2013 De 7 van Nijmegen, verhalenbundel
- 2013 Bad Boy, roman gebaseerd op de affaire rondom Badr Hari, ISBN 978-90-295-8780-8
- 2014 Casa Benali. Het Marokkaanse huis-, tuin- en keukenkookboek, ISBN 978-90-295-8977-2
- 2015 Montaigne, een indiaan en de neus van Max Kader, ISBN 978-90-254-4279-8
- 2015 Het blauw van de zee en het blauw van de stad. Een reis door Tanger met Benali en Matisse, ISBN 978-90-295-3895-4
- 2016 Chez Benali
- 2016 Brief aan mijn dochter, literaire non-fictie, ISBN 978-90-295-0561-1
- 2016 Sjahrazade in het Witte Huis
- 2017 Asfalt, zand & stenen, hardloopverhalen, ISBN 978-90-295-1085-1
- 2017 Wax Hollandais, gedichten, ISBN 978-90-295-1467-5
- 2019 Mijn broer en ik, kinderboek
- 2019 De weekendmiljonair, roman, ISBN 978-90-295-2910-5
- 2020 De vreemdeling. Racisme uitgelegd aan onszelf, ISBN 978-90-446-3986-5